# Bewimperter Liguster
Der Bewimperte Liguster (Ligustrum ibota) ist ein Strauch aus der Familie der Ölbaumgewächse. Sein Verbreitungsgebiet liegt in Japan und Korea.

## Beschreibung
Der Bewimperte Liguster ist ein sommergrüner, bis 2 Meter hoher, sparriger Strauch mit etwas behaarten Trieben, jedoch meist unbehaarten Langtrieben. Die Blätter sind einfach. Die Blattspreite ist 1,5 bis 5 Zentimeter lang, länglich elliptisch bis rhombisch eiförmig, spitz mit keilförmiger Basis. Die Blattoberseite ist stumpfgrün, die Unterseite ist heller als die Oberseite und der Mittelnerv ist lang bewimpert.
Die Blüten stehen zu vier bis acht in 1 bis 1,5 Zentimeter langen, kopfartigen Rispen. Die Einzelblüten haben eine 8 Millimeter lange Kronröhre. Die Staubblätter reichen nicht über die Blütenkrone. Die Früchte sind kugelig bis eiförmige, 7 bis 8 Millimeter lange, beerenartige Steinfrüchte. Die Art blüht im Juni.

## Verbreitung und Ökologie
Das natürliche Verbreitungsgebiet liegt in der gemäßigten Zone Asiens auf den japanischen Inseln Honshū, Kyushu und Shikoku und in Korea. Dort wächst er in Dickichten und Hecken auf trockenen bis frischen, schwach sauren bis stark alkalischen, sandig- oder lehmig-humosen, mäßig nährstoffreichen Böden an sonnigen bis lichtschattigen, sommerkühlen Standorten. Die Art ist meist frosthart.

## Systematik und Forschungsgeschichte
Der Bewimperte Liguster (Ligustrum ibota) ist eine Art aus der Gattung der Liguster (Ligustrum) in der Familie der Ölbaumgewächse (Oleaceae), Tribus Oleeae. Er wurde von Philipp Franz von Siebold im Jahr 1846 erstbeschrieben. Ein Synonym der Art ist Ligustrum ciliatum Siebold ex Blume.

## Verwendung
Der Bewimperte Liguster wird selten wirtschaftlich genutzt.

## Nachweise